# Добро пожаловать
«Добро́ пожа́ловать» (часто с восклицательным знаком на конце) — своего рода приветствие, предназначенное для того, чтобы познакомить человека с новым местом или ситуацией и заставить его чувствовать себя непринуждённо. Формула приветствия при встрече кого-либо, вежливое приглашение прийти, приехать, войти, зайти. Вежливое приветствие.
«Концепция приветствия незнакомца означает намеренное включение во взаимодействие тех факторов, которые заставляют других чувствовать, что они принадлежат, что они важны и что вы хотите узнать их поближе».
В разных культурах существуют свои традиционные формы приветствия «добро пожаловать».
«„Добро пожаловать“ — это не физическая выдумка, хотя это приветствие может быть воплощено и усилено соответствующими физическими мерами. Может существовать эстетика приветствия „добро пожаловать“. Что происходит, когда кто-то приветствует этими словами? На самом деле ничего, и всё же больше, чем ничего. Когда кто-то говорит „добро пожаловать“, он создаёт условия, которые обещают дом. Это позволяет человеку больше не чувствовать себя вовне, а чувствовать себя как дома».
Признаки того, что гости желанны, могут проявляться на разных уровнях. Например, во многих странах широко распространены придорожные знаки «Добро пожаловать» — это показывает гостеприимство хозяев на национальном, федеральном или региональном уровне. Часто у дверей домов и квартир хозяева стелят половики «Добро пожаловать» — это показывает положительное отношение к гостям на личном, семейном уровне.

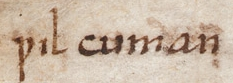
Wil cuman («прародитель» слова Welcome) — приветствие на древнеанглийском языке (фото из рукописи «Беовульф»)
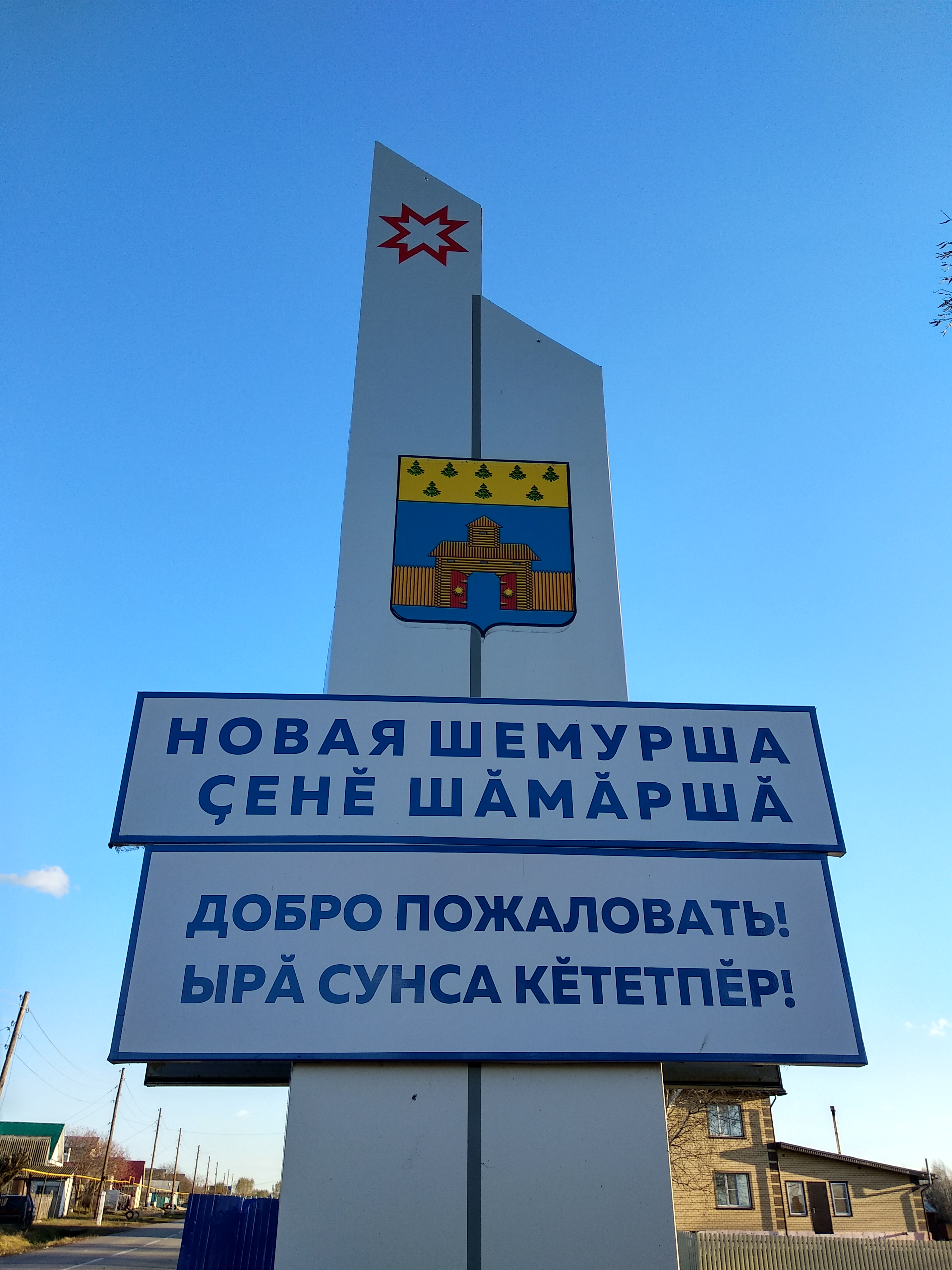
Знак[англ.] «Добро пожаловать в Новую Шемуршу»
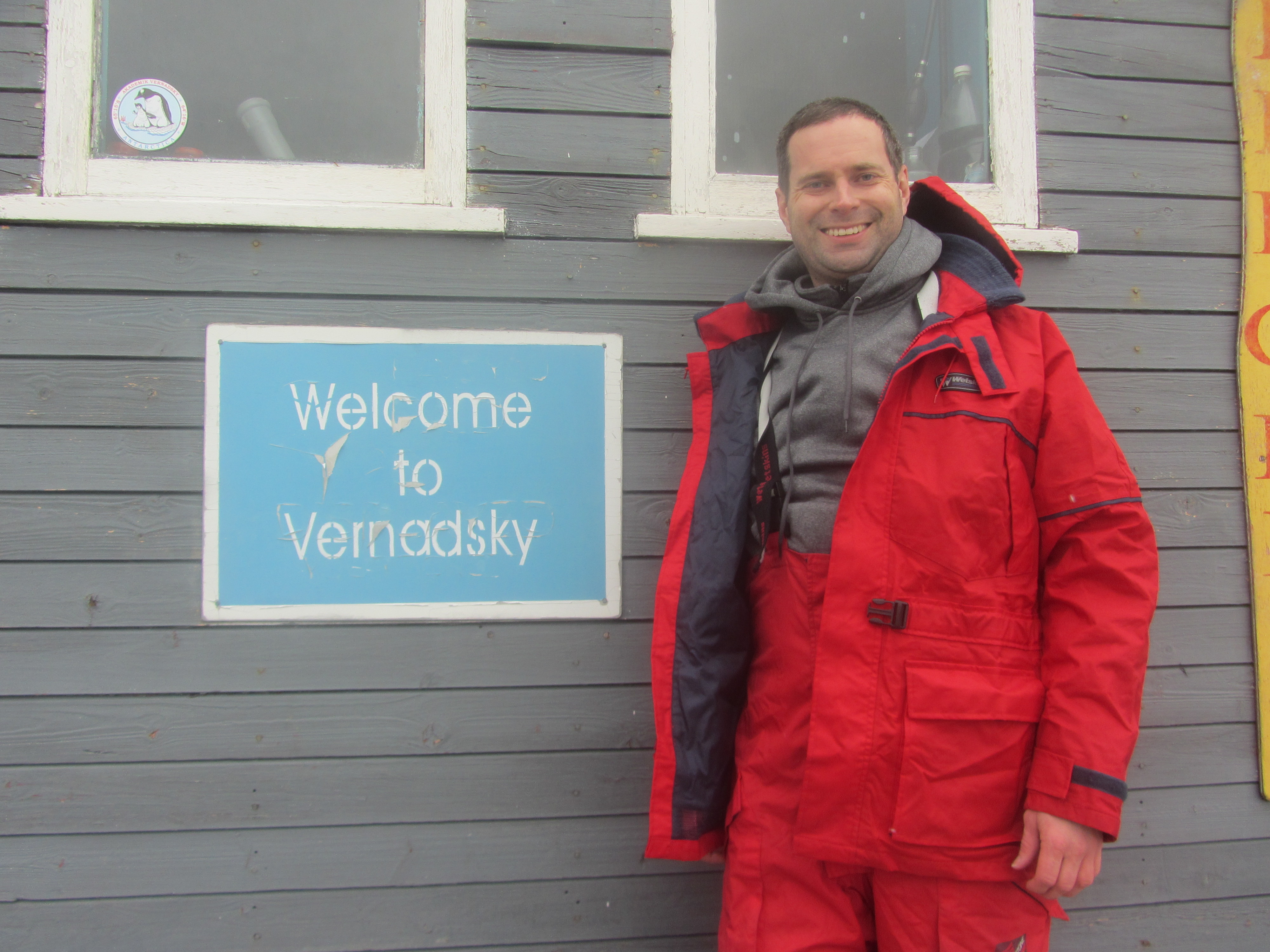
«Добро пожаловать на антарктическую станцию „Академик Вернадский“»
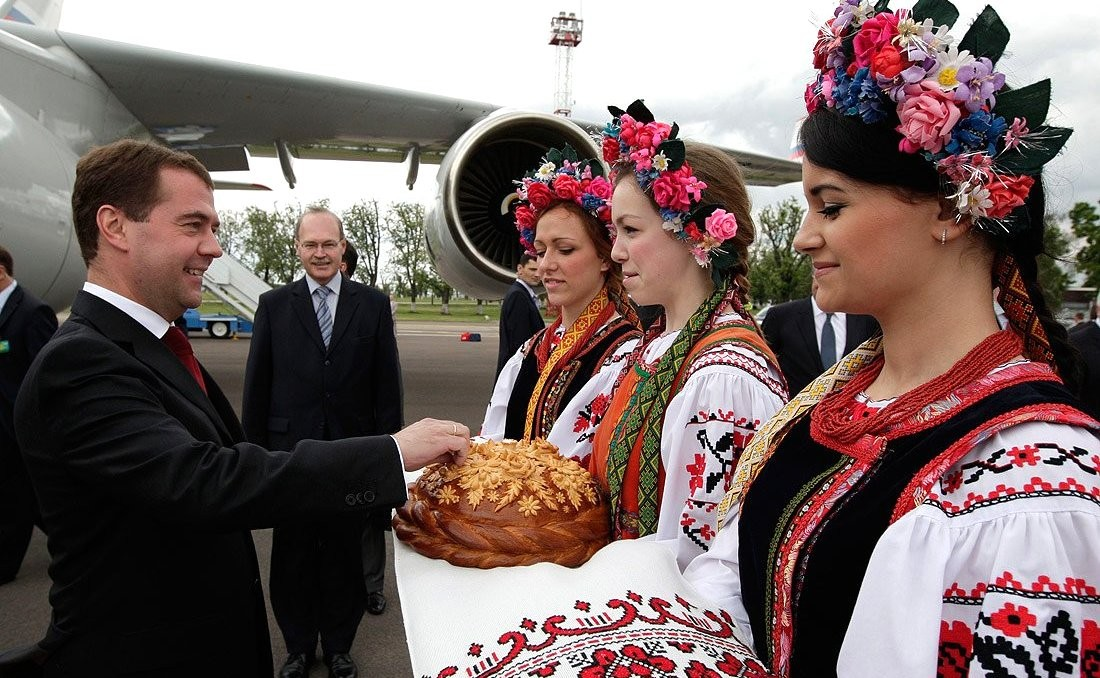
Президент России Дмитрий Медведев на Украине (май 2010 года)
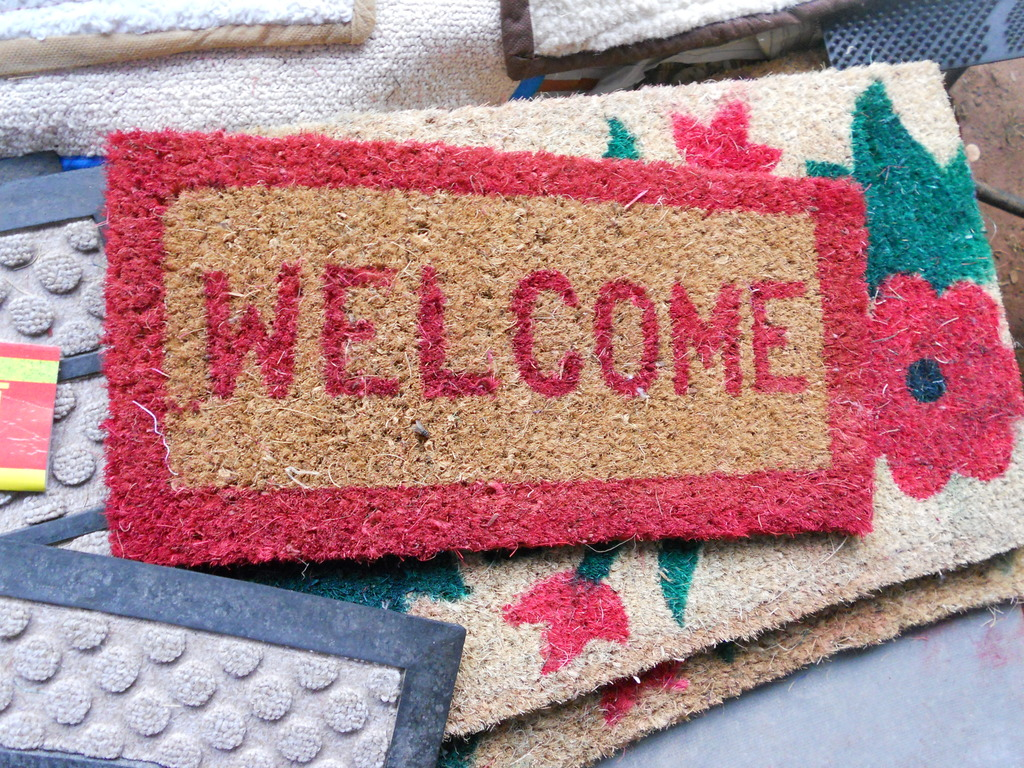
Половик «Добро пожаловать»
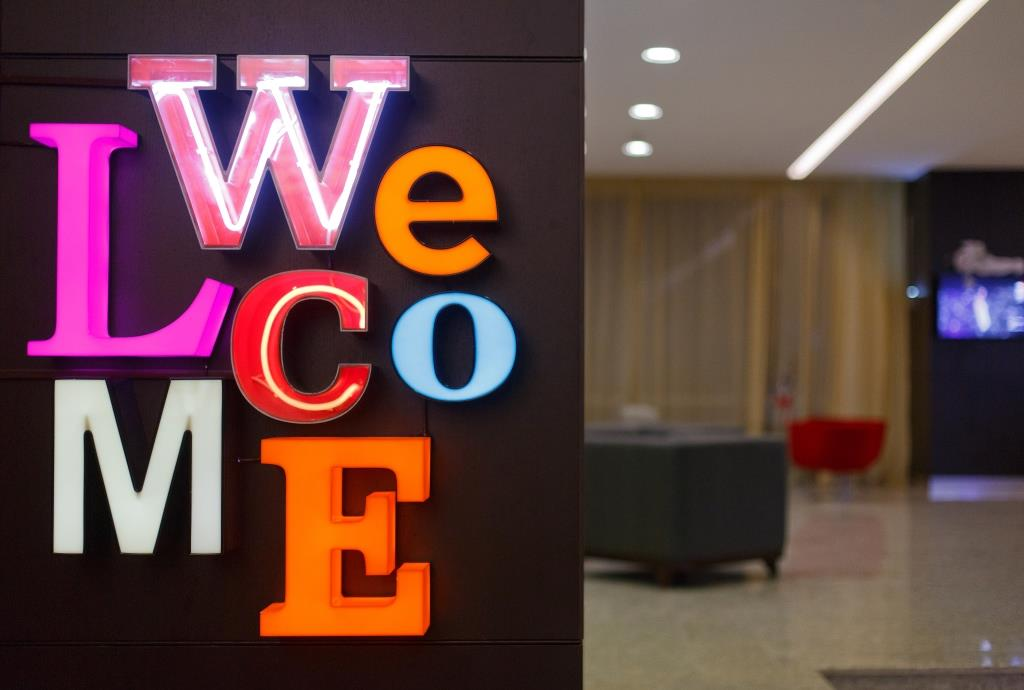
В фойе Azimut Hotel Sochi
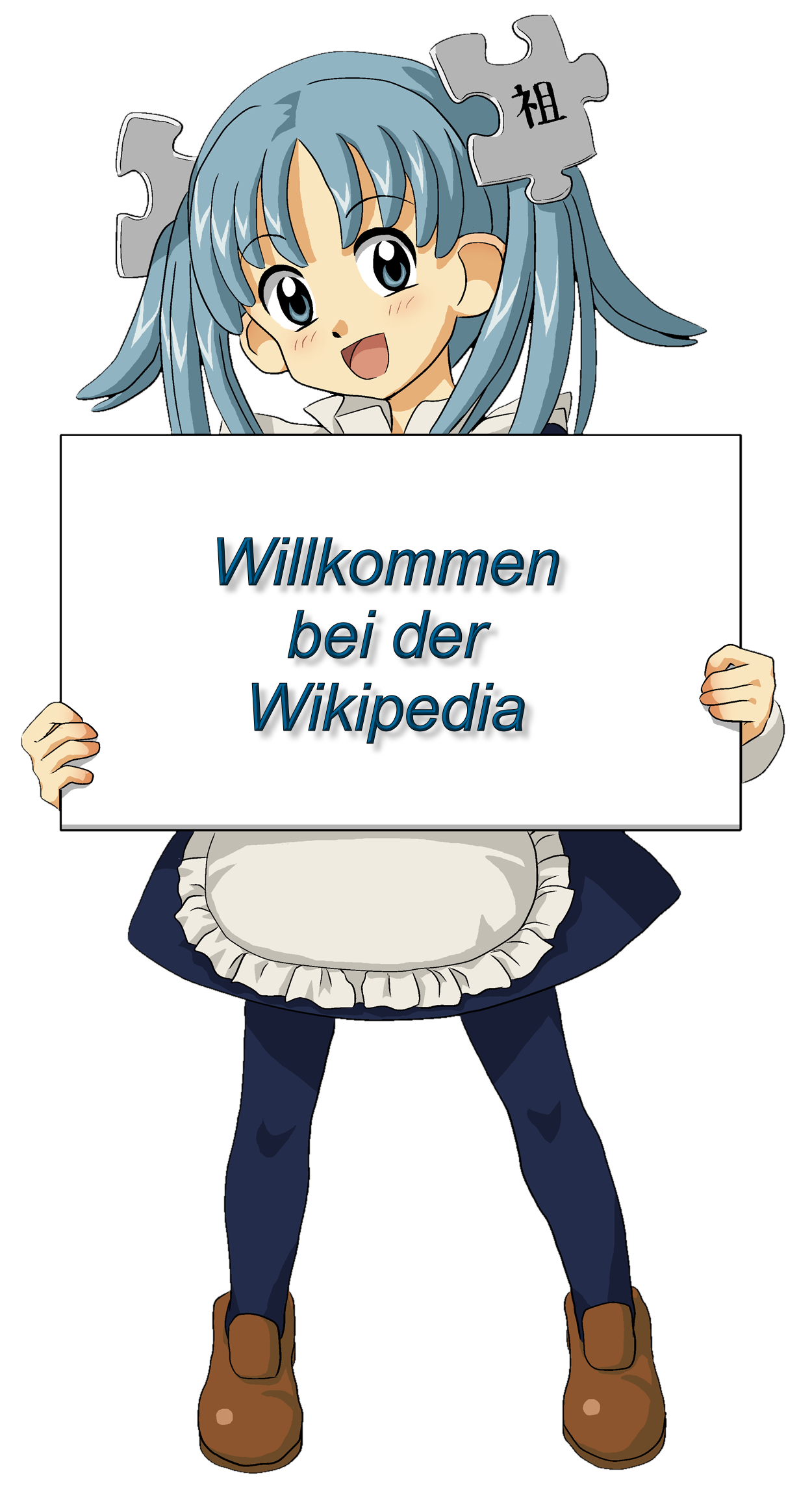
Википе-тан с табличкой (на немецком языке) «Добро пожаловать в Википедию»
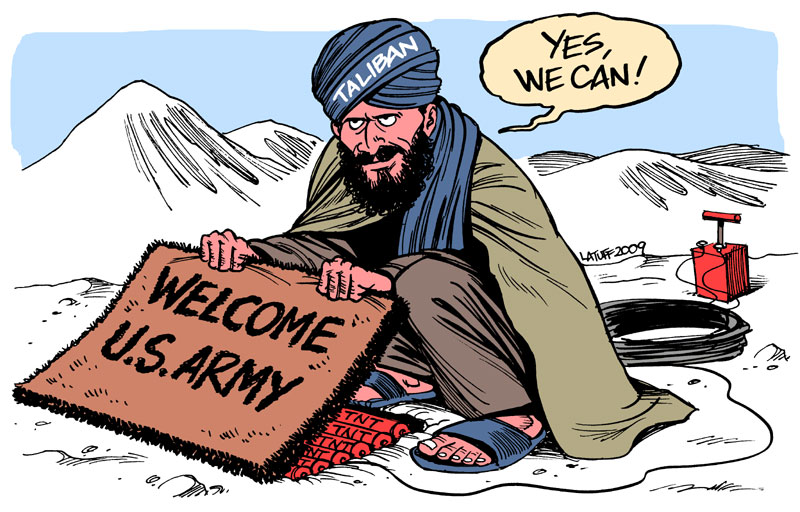
Талибанец укладывает половик с надписью «Добро пожаловать, армия США» (рисунок Карлоса Латуффа, 2009 год)